# Santa Cesarea Terme
Santa Cesarea Terme là một đô thị và thị xã của Ý. Đô thị này thuộc tỉnh Lecce trong vùng Apulia. Santa Cesarea Terme có diện tích km2, dân số theo ước tính năm 2005 của Viện thống kê quốc gia Ý là người. 
Các đơn vị dân cư:
Đô thị Santa Cesarea Terme giáp với các đô thị: